# Theodor Tolsdorff
Theodor Tolsdorff (Lehnarten, 3 november 1909 - Dortmund, 25 mei 1978) was een Duitse officier en Generalleutnant tijdens de Tweede Wereldoorlog. Hij werd hoog gedecoreerd, uiteindelijk met het Ridderkruis van het IJzeren Kruis met Eikenloof, Zwaarden en Briljanten. 

## Leven[2]

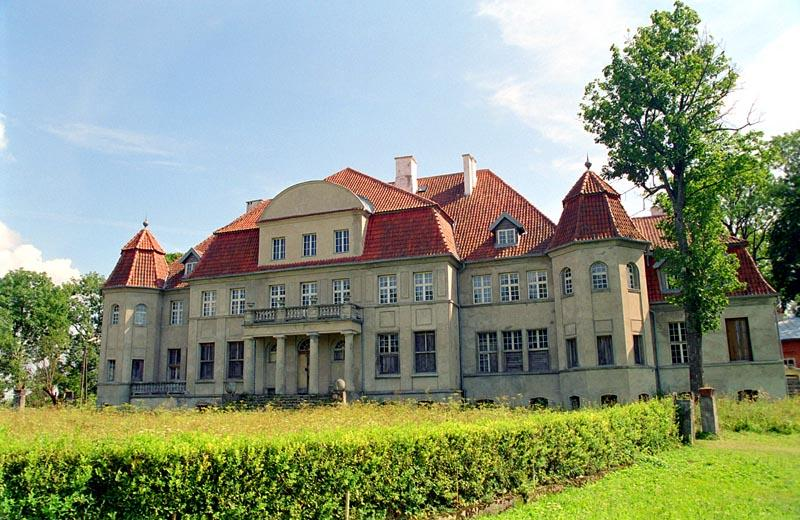
Landgoed Lehnarten (Treuburg) dat tot 1945 in eigendom van familie Tolsdorff was.

Op 3 november 1909 werd Theodor Tolsdorff in Lehnarten, Oost-Pruisen geboren. Zijn vader was een havezate bezitter en militair, hij vocht tijdens de Eerste Wereldoorlog aan het front. Toen de Russische troepen Oost-Pruisen binnenrukten tijdens de Eerste Wereldoorlog, vluchtte zijn moeder met haar vier kinderen naar het westen. Kort na de Eerste Wereldoorlog stierf de vader van Theodor, en moest hij het landgoed overnemen. Theodor zat op het gymnasium in Koningsbergen. Hij studeerde aan de landbouwschool, en ontwikkelde zich verder door avondcursussen. Voor de overname van het havezate van zijn vader, wilde hij zich eerst als soldaat laten opleiden. Hij wilde nooit een professioneel officier worden, maar dat was niet in de lijn vanwege zijn uitstekende geschiktheid.

### Interbellum
Op 1 oktober 1934 trad Tolsdorff als Freiwillig (Vrijwilliger) in de dienst van de Reichswehr, en werd bij het 1 Infanterieregiment in Insterburg geplaatst. Daar werd hij tot Unteroffizier opgeleid. Bij de uitbreiding van de eenheden van de Reichswehr naar de Wehrmacht, diende hij op 1 oktober 1935 bij het 22e Infanterieregiment. Op 1 februari 1936 werd Tolsdorff tot Feldwebel bevorderd. Vanwege zijn geschiktheid om officier te worden, werd hij op 1 juni 1936 tot officier (Leutnant) bevorderd. Op 1 oktober 1938 werd Tolsdorff tot Oberleutnant bevorderd. Hij werd op 1 maart 1939 tot compagniescommandant benoemd.

### Tweede Wereldoorlog
Poolse Veldtocht
Met de 14. (Panzerabwehr-) Kompanie nam hij aan de Poolse Veldtocht deel. Tijdens gevechten om een bunkerlinie Góra Kamieńska, raakte hij door een schot door zijn schouder gewond. Hij was inmiddels al met beide klassen van het IJzeren Kruis 1939 onderscheiden. In de loop van de Slag om Frankrijk, kreeg hij weer last van zijn oude verwonding, en verbleef van augustus tot oktober 1940 in een veldhospitaal in Wuppertal.
In 1940 trouwde Tolsdorff met Eleonore, née Van der Berk (6 september 1921 – 15 april 1996). Het echtpaar kreeg twee zonen, de jongste zoon overleed tijdens een ongeluk in 1957. Hun oudste zoon werd een dokter en vestigde zich in Bad Honnef.
Operatie Barbarossa
Op 22 juni 1941 tijdens Operatie Barbarossa vocht hij met zijn compagnie in het Balticum. In september/november 1941 raakte hij zwaargewond, en verbleef de komende maanden in een veldhospitaal. Op 1 december 1941 werd hij tot Hauptmann bevorderd. Voor zijn prestaties tijdens de opmars in Rusland, werd hij op 4 december 1941 in het veldhospitaal met het Ridderkruis van het IJzeren Kruis onderscheiden. Pas in april 1942 keerde Hauptmann Tolsdorff naar het front terug, en raakte enkele weken voor Schlüsselburg opnieuw gewond, hierbij verloor hij een deel van zijn rechter voet. Hij bleef bij zijn manschappen, en werd tijdens de gevechten in het Volkhov-gebied op 23 augustus 1942 met het Duitse Kruis in goud onderscheiden. Op 16 augustus 1942 nam hij als plaatsvervanger het commando van het 1e bataljon van het Infanterie-Regiment 22 (22e Infanterieregiment) over, maar raakte al snel weer opnieuw ernstig gewond door een hoofdschot. Na zijn terugkeer naar het front, werd Tolsdorff op 1 januari 1943 tot Major bevorderd. Als Major werd hij tot commandant van het 1e bataljon van het 22e Fuseliersregiment benoemd. Voor de prestaties van zijn bataljon tijdens de afweerslagen bij het Ladogameer in de noordelijke sector van het Oostfront, en werd daarvoor met het Eikenloof bij zijn Ridderkruis van het IJzeren Kruis onderscheiden. Vanaf 1 november 1943 voerde hij het Füsilier-Regiment 22 (22e Fuseliersregiment) in Oekraïne aan. Gedurende de gevechten ten zuiden van west-Oekraïense stad Winniza (Dnjepr-Karpatenoffensief), raakte Tolsdorff door een buikschot gewond. Tijdens zijn verblijf in het veldhospitaal werd hij op 1 april 1944 tot Oberstleutnant bevorderd.
In juli 1944 werd hij als leraar tactiek naar de Fahnenjunkerschool in Metz gestuurd. Maar Tolsdorff hield het leven als leraar aan de Fahnenjunkerschool niet vol, en ging slechts na drie dagen weer naar het front terug, om het commando over zijn oude regiment weer over te nemen. Na het begin van Operatie Bagration, het verwoestende Russische-zomeroffensief, nam hij op 1 juli 1944 toch weer het commando van het Füsilier-Regiment 22 (22e Fuseliersregiment) in Litouwen over. Het regiment vormde de kern van een Kampfgruppe (ad hoc gevechtsgroep) die het garnizoen van de stad Vilnius, dat tot 'Fort' verklaard was, moesten versterken. De Duitsers moesten tegen het 5e Garde-Tankleger (Rode Leger) en het 11e Gardeleger (Rode Leger) opnemen, en tegen troepen van de Poolse Armia Krajowa (AK) die de stad vóór het Rode Leger onder controle wilden krijgen. De AK-strijders verhinderden de Kampfgruppe Tolsdorff om ondanks eigen zware verliezen naar Vilnius op te rukken. Tolsdorff liet vervolgens zijn eigen strijdkrachten in een omsingeling overgaan ter verdediging. Nadat de voornamelijk uit Fallschirmjägern reststrijdmacht van ongeveer 4000 bestaande soldaten van Wilna, toestemming had gekregen om zich naar hun eigen linies terug te trekken, konden ongeveer 3000 hiervan zich op 13 juli 1944 naar de groep von Tolsdorff doorslaan. Kampfgruppe Tolsdorff werd door een gelijktijdige aanval van het 3e Pantserleger opnieuw uit de omsingeling van Poolse- en Russische troepen bevrijd. Voor het doorstaan van die kritische situatie voor de Litouwse hoofdstad ontving Tolsdorff op 18 juli 1944 het Ridderkruis van het IJzeren Kruis met Eikenloof, Zwaarden onderscheiden, en werd meteen tot Oberst bevorderd. Daardoor kreeg hij zijn bijnaam "Löwe von Wilna".
Oorlog in het Westen
Van 7 augustus 1944 tot 2 september 1944 nam Tolsdorff aan een 13e Divisiecommandanten-leergang in Hirschberg deel. Aansluitend kreeg hij het commando over de nieuw opgerichte 340. Volksgrenadier-Division. Met deze divisie nam hij aan gevechten rond Aken en Jülich deel. Tolsdorff nam als onderdeel van het 5. Panzerarmee  (5e Pantserleger) aan de Slag om de Ardennen deel. Na aanvankelijk enkele successen kwam de divisie voor Bastogne uiteindelijk tot stilstand en moest zich zwaar aangeslagen over de oever van de Rijn terugtrekken. Op 30 januari 1945 werd Tolsdorff tot Generalmajor bevorderd. Voor dit verdedigingssucces ontving hij op 18 maart 1945 de Briljanten bij zijn Ridderkruis van het IJzeren Kruis met Eikenloof, Zwaarden. Gelijktijdig werd hij ook tot Generalleutnant bevorderd, en was daarmee de jongste Generalleutnant in de Heer.
Op 1 april 1945 nam Tolsdorff het commando van het LXXXII. Armeekorps  (82e Legerkorps) in Beieren over. Onder druk van de oprukkende Amerikaanse troepen trok Tolsdorff en zijn legerkorps zich naar het Opper-Beierse dorp Eisenärzt bij Traunstein terug. Eisenärzt zou in de opvatting van Heer (leger), tegen de oprukkende Amerikanen die net voor Siegsdorf waren verdedigd moeten worden.
Franz Xaver Holzhey
Op 3 mei 1945, een paar dagen voor de onvoorwaardelijke overgave, volgde de met verlof gaande Hauptmann Franz Xaver Holzhey de mobilisatie van de troepen, en de oprichting van gepantserde barricades voor Eisenärzt. Bezorgd om het verlies van nog meer levens en de gewonde burgers, die in het plaatselijke verpleeghuis en een verloskliniek in München werden verzorgd, stelde Holzhey een Rode Kruis-schild aan de rand van het stadsdeel op. Dit om een beschieting van Amerikanen te verhinderen. Holzhey werd onmiddellijk aan Tolsdorff voorgeleid, en door Tolsdorff zonder enige ordelijk hoorzitting en uitsluiting van getuige à decharge wegens „lafhartig overgave“ tot de doodstraf veroordeeld. Het vuurpeloton, dat direct werd aangesteld, verzette zich aanvankelijk tegen het executiebevel door langs Holzhey te schieten. Vervolgens pakte Tolsdorff zelf een wapen, en schoot Holzhey twee uur voordat de Amerikaanse troepen binnen marcheerden dood. Eisenärzt werd van de Amerikanen gered door het Rode Kruis-schild, en zonder slag of stoot ingenomen. Tolsdorff wist aanvankelijk te ontsnappen uit de plaats. Op 8 mei 1945 gaf hij zich aan Second Lieutenant Carwood Lipton en Lieutenant Colonel Robert Sink van de 101e Luchtlandingsdivisie over. Het uit 31 voertuigen bestaande konvooi van Toldorff, reed vanuit de bergen geladen met persoonlijke bagage, sterke drank, sigaretten en zijn vriendinnen. Private Edward Heffron nam Tolsdorff zijn Luger en een aktetas met zijn IJzeren Kruizen en collectie van pornografische foto's. Op 9 mei 1947 werd hij weer uit krijgsgevangenschap vrijgelaten.

### Strafzaken, processen, veroordeling en vrijspraak
Na zijn vrijlating uit krijgsgevangenschap, werkte Tolsdorff als vrachtwagenchauffeur en buschauffeur voor zijn schoonvader die een expediteur was. Vanaf 1960 was hij tot zijn pensioen op 31 december 1974, bij het Deutsche Asphalt AG (hedendaags onderdeel van Stabag) werkzaam.
In de jaren vijftig werd Tolsdorff wegens de terechtstelling van de Hauptmann Holzhey aangeklaagd. In het eerste proces werd hij tot drie-en-een-half jaar gevangenisstraf veroordeeld. In hoger beroep vernietigde het Bundesgerichtshof het vonnis op grond van het feit dat Tolsdorff de toen geldende militaire strafrecht in de zaak Holzhey had nageleefd, en verwees de procedure naar het Landgericht van Traunstein terug. In het tweede proces dat daarop volgde, werd Tolsdorff op 24 juni 1960 vrijgesproken. De gerechtelijke procedure en de vrijspraak veroorzaakten in het nog jonge Bondsrepubliek discussies over de status van de denazificatie van de rechtbanken en leidden tot verontwaardiging onder de Traunstein-bevolking.
Na een ernstig ongeval overleed hij op 25 mei 1978 in Dortmund.

## Militaire carrière
- Generalleutnant: 1 april 1945[1][5][14]
- Generalmajor: 30 januari 1945[1][14][15]
- Oberst: 1 augustus 1944[1][5][15]
- Oberstleutnant: 1 april 1944[15]
- Major: 1 januari 1943[15]
- Hauptmann: 1 december 1942[15]
- Oberleutnant: 1 oktober 1938[15]
- Leutnant: 1 juni 1936[15]
- Fahnenjunker:
- Feldwebel: 1 februari 1936[15]
- Unteroffizier: 1 oktober 1935[15]
- Freiwillig (Vrijwilliger): 1 oktober 1934[15]

## Onderscheidingen
- Ridderkruis van het IJzeren Kruis met Eikenloof, Zwaarden en Briljanten (nr.25) op 18 maart 1945 als Generalmajor en Commandant van de 340.Volks-Grenadier-Division / Heeresgruppe B[1][3][14][15][16][17]
- Ridderkruis van het IJzeren Kruis met Eikenloof, Zwaarden (nr.80) op 18 juli 1944 als Oberstleutnant en Commandant van het Grenadier-Regiment 1067 (Heerestruppe)[1][3][14][16][17]
- Ridderkruis van het IJzeren Kruis met Eikenloof (nr.302) op 15 september 1943 als Major en Commandant van de I. / Füsilier-Regiment 22 / 1.Infanterie-Division / XXVI.Armee-Korps / 18.Armee / Heeresgruppe Nord[3][9][14][15][16][17]
- Ridderkruis van het IJzeren Kruis (nr.700) op 4 december 1941 als Oberleutnant en Chef van de 14. / Infanterie-Regiment 22 / 1.Infanterie-Division / I.Armee-Korps /[3][9][14][15][16][17]
- Duitse Kruis in goud op 23 augustus 1942 als Hauptmann en Commandant van het I. / Infanterie-Regiment 22[3][14][15][16]
- IJzeren Kruis 1939, 1e Klasse (23 oktober 1939)[3][16] en 2e Klasse (22 september 1939)[3][16]
- Storminsigne van de Infanterie in zilver[3][16]
- Sonderabzeichen für das Niederkämpfen von Panzerkampfwagen durch Einzelkämpfer[3][16]
- Medaille Winterschlacht im Osten 1941/42[3]
- Dienstonderscheiding van Leger en Marine, 4e Klasse (4 dienstjaren)[3]
- Gewondeninsigne 1939 in goud[3] (14 verwondingen![15][18])
- Hij werd genoemd in het Wehrmachtsbericht. Dat gebeurde op:
- 14 juli 1944[3][15][19], citaat Wehrmachtsbericht:
- „Die tapfere Besatzung der alten litauischen Hauptstadt Wilna unter Führung ihres Kommandanten, Generalleutnant Stahel, durchbrach nach fünftägigem Widerstand gegen überlegene feindliche Kräfte befehlsgemäß den sowjetischen Einschließungsring und kämpfte sich zu den westlich unter Oberst Tolsdorff bereitstehenden Truppen durch[15]."
- „Het dappere garnizoen van de oude Litouwse hoofdstad Vilnius, geleid door hun commandant Stahel zijn door de sovjet omsingeling heen gebroken na vijf dagen van verzet tegen superieure vijandelijke troepen, ze hebben zich zodanig een weg gevochten naar de in het westen wachtende Duitse troepen onder commando van Kolonel Tolsdorf. Plichtsbetrachting en vasthoudendheid van deze gevechtstroepen verdienen de hoogste erkenning. In de strijd voor deze stad heeft een luchtmachtafweer eenheid onder Kapitein Muller zich ook onderscheiden[16]."